# 駒田航
駒田 航（こまだ わたる、1989年9月5日 - ）は、日本の男性声優、カメラマン。神奈川県生まれ、ドイツ連邦共和国育ち。2013年4月1日、81プロデュース所属。

## 略歴
小さい頃からゲーム、アニメは好きだったが、声の仕事が関わっているということを意識したことが無かったという。海外生活が長く英語が話せたこともあり、映画は吹き替えのものも一切見てこなかったという。
そんな中、帰国後にテレビで『ターミネーター』の吹き替えを見終えた際、「日本語じゃん！」と気づいた衝撃から、職業としての声優を知り一気に惹かれていたという。
第5回81オーディションに優秀賞、文化放送賞、エクシング賞とトリプル受賞している。
2019年、第13回声優アワードにて、ヒプノシスマイクとして歌唱賞を受賞。
2021年1月1日、自身のTwitterにて一般女性との結婚を発表。

## 人物
趣味は英会話、カメラ、映画鑑賞、ダーツ、バレーボール。

## 出演
太字はメインキャラクター。

### テレビアニメ
2013年
- ハヤテのごとく! Cuties
- プリティーリズム・レインボーライブ（店員2）

2014年
- 怪盗ジョーカー（2014年 - 2016年、監視員、監視員1）
- クレヨンしんちゃん（2014年 - 2020年、執事B、男A）
- クロスアンジュ 天使と竜の輪舞（近衛兵、特殊部隊）
- ケロロ 〜keroro〜（英語発音ボイス）
- 残響のテロル（オペレーターA、部下、配達員、隊長）
- そにアニ -SUPER SONICO THE ANIMATION-（カメラマンB、商店街の店主E）
- 団地ともお（警備員A）
- テンカイナイト（スペクトラム兵 他）
- ドラえもん（テレビ朝日版第2期）（村人）
- プリパラ（男性、客、SP）
- ブレイク ブレイド（バーン）
- ベイビーステップ（アナウンス）
- 魔法科高校の劣等生（工作員）
- RAIL WARS!（ひったくり犯、作業員B、ヤクザたち、救急隊員①、男②）

2015年
- 俺物語!!（男子生徒3）
- 境界のRINNE（女子生徒の彼氏、記死神A）
- 長門有希ちゃんの消失（野球部員、振り返るカップル、野球部員C）
- パンチライン（犯人、SAT）
- 弱虫ペダル GRANDE ROAD（観客）

2016年
- あまんちゅ!（ダイバーC）
- カードファイト!! ヴァンガードG ギアースクライシス編（紳士）
- クオリディア・コード（パイロット、生徒、軍人）
- 斉木楠雄のΨ難（男子生徒B）
- ハルチカ〜ハルタとチカは青春する〜（男子生徒、鉄道研究部員）
- フューチャーカード バディファイトDDD（バディポリス）
- 名探偵コナン（2016年 - 2024年、刑事、アナウンサー、鬼怒川努）

2017年
- 昭和元禄落語心中 -助六再び篇-（ご近所さん、前座、客）
- ガヴリールドロップアウト（プレイヤー、客、アシスタント）
- ハンドシェイカー（敵ハンドシェイカー）
- 神撃のバハムート VIRGIN SOUL（軍神、手下）
- リトルウィッチアカデミア（コンピューター、警官）
- 弱虫ペダル NEW GENERATION（総北高校生徒、観客）
- 将国のアルタイル（アリ、兵士、リュカ）
- THE REFLECTION（NY警察官）
- パズドラクロス（龍喚士）
- トミカハイパーレスキュー ドライブヘッド 機動救急警察（乗客）
- DIVE!!（アメリカ人男性）
- フューチャーカード バディファイトX（アナウンス）
- URAHARA（街の人）
- アイドルマスター SideM（古論クリス）

2018年
- カードキャプターさくら クリアカード編（英語教師、生徒、観光客）
- ポプテピピック（敵C）
- ミイラの飼い方（男子生徒）
- 三ツ星カラーズ（青年）
- Fate/EXTRA Last Encore（マスター）
- されど罪人は竜と踊る（ホートン、僧、ナジク）
- ウマ娘 プリティーダービー（記者）
- ピアノの森（品川）
- バキ（不良A、弟子A）
- 邪神ちゃんドロップキック（店員）
- つくもがみ貸します（梅島屋）
- ハイスコアガール（ギャラリーB）
- ガイコツ書店員 本田さん（イケオジ）
- アイドルマスター SideM 理由あってMini!（古論クリス、ショーン、電話4）
- フューチャーカード 神バディファイト（麗しの電神 アメノワカヒコ、少年B、早耳 ジセン）
- RErideD-刻越えのデリダ-（カッツェ）
- 逆転裁判 〜その「真実」、異議あり!〜（外人A）
- カードファイト!! ヴァンガード（美技の騎士 ガレス）

2019年
- 聖闘士星矢 セインティア翔（猟犬星座のアステリオン）
- ぱすてるメモリーズ（男性、秋田犬、村人、町民A、町民B、町民C、祠）
- ひとりぼっちの○○生活（体育教師）
- 賢者の孫（軍事局長、アルフレッド＝マーカス）
- フルーツバスケット（2019年 - 2021年、ひろし、同僚、男子生徒、ナレーション、男性） - 3シリーズ
- 真夜中のオカルト公務員（バックパッカー）
- 指先から本気の熱情-幼なじみは消防士-（2019年 - 2021年、羽瀬淳） - 通常版 / 2シリーズ
- あんさんぶるスターズ!（椚章臣）
- 歌舞伎町シャーロック（ダイアナ・オルドイーニ、猿）
- ダイヤのA actII（ハイマン、コンラッド）

2020年 
- ARP Backstage Pass（松本晴臣、ナレーション）
- 俺の指で乱れろ。〜閉店後二人きりのサロンで…〜（七瀬蒼甫） - 通常版
- GREAT PRETENDER（男、刑事、FBI捜査官、銀行員、ケビン 他）
- 魔王学院の不適合者 〜史上最強の魔王の始祖、転生して子孫たちの学校へ通う〜（2020年 - 2024年、リーベスト・エイニー） - 3シリーズ
- 『ヒプノシスマイク -Division Rap Battle-』Rhyme Anima（2020年 - 2023年、入間銃兎） - 2シリーズ

2021年
- ゆるキャン△ SEASON2（外国人男性）
- 灼熱カバディ（奏和部員1、関隆太）
- カノジョも彼女（アナウンス）
- サクガン（ウォルシュ団 部下C）

2022年
- トライブナイン（五反田豊）
- オリエント（島津時雨）
- VAZZROCK THE ANIMATION（高月理久）
- BLEACH 千年血戦篇（アズギアロ・イーバーン）

2023年
- ブルーロック（パブロ・カバソス）
- 異世界はスマートフォンとともに。2（ローガン）
- マッシュル-MASHLE-（2023年 - 2024年、トム・ノエルズ） - 2シリーズ
- るろうに剣心 -明治剣客浪漫譚- (2023)（宇治木）
- BEYBLADE X（2023年 - 2025年、ゼロゴー）
- 魔法使いの嫁 SEASON2（映画登場人物）
- アンデッドアンラック（2023年 - 2024年、涼ちゃん）

2024年
- 異世界でもふもふなでなでするためにがんばってます。（ディー）
- 外科医エリーゼ（田中）
- ゆびさきと恋々（留学生B）
- 転生したらスライムだった件（ギャルド）
- 黒執事（2024年 - 2025年、ジュリアス・ピットマン、ブリーゲル、御者、人狼、軍人 他） - 2シリーズ
- NINJA KAMUI（Subway Bro）
- モブから始まる探索英雄譚（葛城隊長）
- エグミレガシー（村人、呪いのギターケース）
- キン肉マン 完璧超人始祖編（カナディアンマン）
- 魔王様、リトライ!R（田原勇）
- 鴨乃橋ロンの禁断推理（大井川旬）

2025年
- ギルドの受付嬢ですが、残業は嫌なのでボスをソロ討伐しようと思います（ハイツ）
- ウィッチウォッチ（ナレーション）
- 華Doll*-Reinterpretation of Flowering-（チセ〈祥來千勢〉）
- ヴィジランテ-僕のヒーローアカデミア ILLEGALS-（DJ）
- mono（侍）
- 神椿市建設中。（観世円理）

### 劇場アニメ
- 劇場版 PSYCHO-PASS サイコパス（2015年）
- 劇場版 黒子のバスケ LAST GAME（2017年、スカウト）
- 機動戦士ガンダムNT（2018年、タマン[27]）
- 巨蟲列島（2020年、上條アツシ[28]）
- 泣きたい私は猫をかぶる（2020年、坂内翔太）
- ブルーサーマル（2022年、チャラ男、ドイツ語監修[29]）
- 窓ぎわのトットちゃん（2023年、齋藤秀雄）

### OVA
- エリートジャック!!（2014年、男子生徒）
- ガヴリールドロップアウト（2017年、少女の父）

### Webアニメ
- モンスターストライク（2016年、男A）
- DEVILMAN crybaby（2018年、バス乗客A）
- LUPIN ZERO（2022年、カルロス）
- BASTARD!! -暗黒の破壊神-（2023年、ロス・ザボス・フリードリッヒ[30]）
- トミカヒーローズ ジョブレイバー 特装合体ロボ（2023年、スカイブレイバー ANA ジェット旅客機[31]、パイロットジョブロイド ツバサ）

### ゲーム
2015年
- あんさんぶるスターズ!（2015年 - 2020年、椚章臣）
- 小林が可愛すぎてツライっ!!（男子高校生、中年男性）
- 新約アルカナスレイヤー（アレン）
- スマカレ（レイフ・ブラッドリー）
- プリンセスコネクト!（冒険者、司会、オカマ 他）

2016年
- 白猫プロジェクト（キース）
- アイドルマスター SideM（2016年 - 2023年、古論クリス）
- エンドライド-X fragments-（ゴヤ）
- SOUL REVERSE ZERO（ペルセウス、ローエングリン、関羽、ヘクトル）

2017年
- アイドルマスター SideM LIVE ON ST@GE!（2017年 - 2020年、古論クリス）
- アカとブルー（クロ・グウロ）
- クイズRPG 魔法使いと黒猫のウィズ（イーハソラス）

2018年
- BORDER BREAK（フランジ、ワイアット）

2019年
- オルタンシア·サーガ(ジャック、ジョエル)
- 剣と天秤のディテクタシー（クロフォード）
- SAMURAI SPIRITS（ガルフォード）
- 共闘ことばRPG コトダマン（ガルフォード）
- 侍魂オンライン-朧月伝-（ガルフォード）
- ASTRAL CHAIN
- 三国烈覇（諸葛亮）
- ラングリッサー モバイル（ランフォード）

2020年
- あんさんぶるスターズ!! Basic / Music（2020年 - 2023年、椚章臣） - 2作品
- ディズニー ツイステッドワンダーランド（ジェイド・リーチ）
- ヒプノシスマイク-Alternative Rap Battle-（入間銃兎）
- キングダムオブヒーロー（ウリエル）
- 阿卡迪亞
- ブリガンダイン ルーナジア戦記（カイン）
- ロストアーク（アーベン）
- アークザラッド R（グラナダ）
- デジモンリアライズ（双見英司）
- Root Film ルートフィルム（八雲凛太朗）
- オランピアソワレ（薙草）

2021年
- アイドルマスター ポップリンクス（古論クリス）
- モンスターハンターライズ
- Paradigm Paradox（倉守マサキ）
- ネコぱら- Catboys Paradise（フェンネル）
- 新すばらしきこのせかい（モトイ）
- 君は雪間に希う（薮田清彦）
- 恋愛戦国ロマネスク 〜影武者姫は運命をあやなす〜（黒田官兵衛）
- アイドルマスター SideM GROWING STARS（2021年 - 2023年、古論クリス）
- ウインドボーイズ！（鳥羽谷空里）
- グランブルーファンタジー（2021年 - 2023年、ラヴィリタ）

2022年
- トライアングルストラテジー（ユリオ・ライトマン）

2023年
- タワーオブスカイ（コンパス）
- キュービックスターズ（ヘンドリックス4世）
- 逆転オセロニア（アルナーク）

2024年
- 東京ディバンカー（磴塔真）

時期未定
- トライブナイン（五反田豊）

### パチンコ・パチスロ
- P大工の源さん 超韋駄天（2020年、十文字颯[60]）

### ドラマCD
- カメリアの魔法（椿木輝）
- 長屋王残照記（藤原宇合）
- ヒプノシスマイク-Division Rap Battle-（2017年 - 、入間銃兎）
- 華Doll* （チセ〈祥來千勢〉）
- DIG-ROCK （巌原獅紀）
- A's×Darling（巌原獅紀）
- JAZZ-ON!（武宮大和）
- 転生しまして、現在は侍女でございます。（2020年、アルダール[61]）※『転生しまして、現在は侍女でございます。0』ドラマCD付き書籍

### BLCD
- 赤い糸の執行猶予（秀）
- 秋山くん -新装版-（梶原）
  - 秋山くん final
- アフター・ミッドナイト・スキン1（鳥野）
  - アフター・ミッドナイト・スキン2
- 営業二課っ!（社員）
- 鬼と天国（青鬼篤郎）
- 恋する鉄面皮（夏目諒）
- 絶望に啼け　上・下（赤嶺栄人）
- そのアホ捕まえといてください！（司馬理人） ※CD媒体ではなくデジタル販売のみ[62]（オーディオドラマ）
- そんな目で見てくれ（吾郎）
- 10DANCE テンダンス（ノーマン・オーウェン）
- 吐息はやさしく支配する（江別）
- ドS先生に愛されてたまるか（美浪徹）
- 年上の人（柊山 マオ）
- ドラッグレス・セックス（杉野康一）
- 酷くしないで 2（担任）
  - 酷くしないで 3（牧野・直樹）
- ヒマなのでハジメテみます。（岡本、運転手、タカシ）
- 腐男子クンのシトラスデイズ（二條雅和）
- 僕らの恋と青春のすべて　case:05選挙戦の僕ら（諸井和臣）
- 僕らはそれを恋と呼ぶ（湊川偲歩）
- MODS after story「NIGHTS BEFORE NIGHT」
- もみチュパ雄っぱぶ♂タイム（竹本）
- 落果（新人ノンケ大学生）
- 24時間オチないKISS（徳良匠）

### 吹き替え

#### 映画
- アトミック・ブロンド（メルケル〈ビル・スカルスガルド〉）
- アリスのままで（男子学生 他）
- インフィニティ -覚醒-（ショーン）
- X-ミッション（サーファー、警官）
- オーシャンズ8（男ハラル客、ドイツ語指導）
- クーパー家の晩餐会（チャーリー・クーパー〈ティモシー・シャラメ〉）
- スティールワールド（スティーブン、ドローン）
- ネイビーシールズ ナチスの金塊を奪還せよ!（ジャクソン・ポーター）
- ファンタスティック・ビーストとダンブルドアの秘密（ヘルムート〈アレクサンドル・クズネツォフ〉[63]）
- フライト・リミット（ブルーム〈パブロ・シュレイバー〉）
- ミッドナイト・ランナー（パク・ギジュン〈パク・ソジュン〉）
- ミニー・ゲッツの秘密（チャック、バート）

#### ドラマ
- インヒューマンズ（ブロナージャ）
- キャリアを引く女〜キャリーバッグいっぱいの恋〜（マ・ソグ）
- 荒野のピンカートン探偵社（トム、観客 他）
- ティーン・スパイ K.C.（スペンサー）
- ドクター・フー（15代目ドクター〈シューティ・ガトワ〉[64]）
- ハイスクール・ニンジャ（ヤマト）
- ヒューマンズ（オディ）

#### アニメ
- ストロベリーショートケーキ2（ブルース、ボズリー）
- パラダイス警察（デルバード）
- ファイナル・スペース（ケヴィン）
- ミラキュラス レディバグ&シャノワール（キム / ダーク・キューピッド / キングモンキー、フレッド・アプレール / マイム、ウェイズ、カメラマン 他）
- モンスターズ・ワーク（タイラー・タスクモン）

### デジタルコミック
- BeeTV ANIME 今日、恋をはじめます（男子学生）
- ＆GENTE どうしようもない、ぼくの初恋。（2022年、武内将仁[65]）
- アニコミ お兄ちゃんだって甘えたいわけで。（2023年、水原[66]）
- カドカワストア.TV ボーイズ・バッド・ロマンス！（2023年、南京介[67]）
- いつわりの愛～契約婚の旦那さまは甘すぎる～（2023年、町田清貴[68]）

### 特撮
- ウルトラシリーズ
  - ウルトラギャラクシーファイト（2019年 - 2022年、ウルトラマンリブットの声[69][70]） - 3シリーズ[一覧 7]
  - ウルトラマントリガー NEW GENERATION TIGA（2021年、ウルトラマンリブットの声）
  - ウルトラマンレグロス ファーストミッション（2023年、ウルトラマンリブットの声[71]）
- スーパー戦隊シリーズ
  - 機界戦隊ゼンカイジャー（2021年、テニスワルドの声[72]）
  - ナンバーワン戦隊ゴジュウジャー アニバーサリー討論会（2025年、ナレーション）
  - ナンバーワン戦隊ゴジュウジャー（2025年、バトルボイス[73]、スター・ファイブの声[74]）
  - ナンバーワン戦隊ゴジュウジャー 復活のテガソード（2025年、バトルボイス）

### オーディオブック
- 勇者と勇者と勇者と勇者（2019年、クリストフ[75]）
- スチームヘヴン・フリークス（2020年、ニコラス[76]）
- プロペラオペラ 1巻、3巻、4巻（2020年 - 2022年、カイル・マクヴィル ほか[77][78][79]）
- 一等星の恋（2021年[80]）

### オーディオドラマ
- ウルトラマンゼット&ゼロ ボイスドラマ（2020年、ウルトラマンリブット）
- ギャラクシーレスキューフォース ボイスドラマ（2021年、ウルトラマンリブット[81]）
- アイドルマスター SideM「315 PASSION CONTENTS」（2023年 - 2024年、古論クリス） - 3作品[一覧 8]

### ラジオ
※はインターネット配信。
- サユリお嬢様と執事コマダ（2011年 - 2012年、超!A&G+※）[82]
- 駒田航と天海由梨奈のマリスタ！（2017年 - 、ニコニコ生放送※）[83]
- MFカフェ文庫Jあらいぶ!!（2014年、HOBiRECORDS※）※アシスタント
- らじどらッ！夜のドラマハウス
- MAN TWO MONTH RADIO 駒田航 K-WAVE Radio（2018年、AG-ON Premium※・超!A&G+※）
  - 駒田航 K-WAVE Radio（2019年 - 2023年、AG-ON Premium※・超!A&G+※）
- だからBもスキ 〜バスケット・ビスケット〜（2018年 - 、ラジオ日本）[84]
- 駒田・深町のBar“Blue Bird”（2018年 - 、ラジ友※）[85]
- アイドルマスター SideM ラジオ 315プロNight!（2019年、ニコニコ生放送「アイドルマスターSideMラジオチャンネル」※）
- ComicFesta Radio 俺たちの声で乱れろ。（2020年、音泉※）[86]

### テレビ番組
※はインターネット配信。
- 駒田航のKomastagram（2019年 - 、ニコニコ生放送※）[87]
- 駒田航のCanCamp（2020年 - 2021年、ニコニコ生放送※）[88]

### ナレーション
- Anison Days
- アニマックス 2017 - （2017末より一部のCMのみの番宣のナレーションを担当）
- キッズステーション（プレゼントキャンペーン等の一部のCMのみ）
- ETV特集
- ゴー!ゴー!キッチン戦隊クックルン 5代目 -（マジカルクリーミー(2代目)、怪人、TVスポットのナレーション）
- サイエンスZERO（番組内ナレーション/ボイスオーバー）
- Journeys in Japan
- スペースシャワーTV「マイナス人生オーケストラ」
- セイバン（モデルロイヤルドラグーン）
- 第41回日本賞受賞作品「わたしの友だちは”トカゲ”」
- 釣りビジョン 特番
- ドキュメントしこく
- news zero（毎週木・金曜日担当)
- ZERO×選挙
- ニャンちゅう!宇宙!放送チュー!

### ボイスオーバー
- グレーテルのかまど
- 世界ふれあい街歩き
- にっぽん!歴史鑑定
- 日立 世界・ふしぎ発見!

### CM・広告
- 小学館 マンガ大賞作品「響」
- アース製薬「おふろの防カビ剤」
- CS「JRAグリーンチャンネル」
- BSフジ「アースウォーカー」
- TBS「財宝伝説は本当だった」
- BANDAI「仮面ライダー ガンバライジング」
- BSスカパー「恋の時価総額」PRスポット
- 東京JAZZ the CLUB
- 大山式ボディメイクパッド 猫
- フマキラー 猫まわれ右びっくりスプレー
- 電撃文庫FIGHTINGフェア
- 小学館 マンガ大賞ラジオCM
- ユニリーバ『LUX』特設サイト「おうちバー2022 Spring＆Summer」 -  2代目バーテンダー 役（出演） ※神尾晋一郎と共演[89]

### 朗読劇
- 朗読劇 おみくじ四兄弟 冬の探偵はローストビーフがお好き（2019年12月21日、洋館の主、他[90]）
- THE ROUDOKU2「一等星の恋」（2021年10月25日[91]）
- 朗読劇「世界から猫が消えたなら」（2022年6月18日、シアター1010） - 悪魔&猫（キャベツ）役[92]
- 朗読劇『ドリアン・グレイの肖像』
- 江戸川乱歩 名作朗読劇「怪人二十面相－暗黒星－」（2024年3月2日、博品館劇場） [93]
- 朗読劇「若きウェルテルの悩み」（2024年5月5日、TOKYO FM HALL）[94]
- 江戸川乱歩 名作朗読劇「少年探偵団」（2024年9月7日、紀伊國屋サザンシアター TAKASHIMAYA） - 怪人二十面相 役 他[95][96]
- 音楽朗読劇「陰陽師」2025公演（2025年2月23日、よみうり大手町ホール） - 源博雅 役[97]
- 音楽朗読劇「仮面の男」〜アレクサンドル・デュマ・ペール「ダルタルニャン物語」より〜（2025年3月4日、博品館劇場） - ダルタニアン 役 他[98][99]
- 朗読劇「ネコたん！弐 ぷらす 〜猫町怪異奇譚〜」仮面遊戯殺猫事件（2025年6月22日、あうるすぽっと） - サクタロー 役[100][101]
- 朗読劇「天上の虹」壬申の乱編（2025年7月27日、あうるすぽっと） - 中大兄皇子 役[102]
- 朗読劇 サラ・ベルナールの「サロメ」（2025年8月2日、城西国際大学紀尾井町キャンパス1号館内 地下ホール） - オスカー・ワイルド 役[103][104]

### 舞台
- LIAR GAME murder mystery「爆発廃工場 〜犯人の挑戦状〜」（2024年6月16日、飛行船シアター）[105]

### 映像商品
- 私立夢ノ咲学院ドリームフェスティバル（2017年3月24日）
- あんさんぶるスターズ!Starry Stage 1st〜in 幕張メッセ〜（2018年10月5日）
- THE IDOLM@STER SideM 3rdLIVE TOUR〜GLORIOUS ST@GE!〜LIVE Blu-ray Side MAKUHARI 通常版（2018年11月07日）
- THE IDOLM@STER SideM 3rdLIVE TOUR 〜GLORIOUS ST@GE!〜 LIVE Blu-ray [Side FUKUOKA]（2019年02月20日）
- THE IDOLM@STER SideM 3rdLIVE TOUR 〜GLORIOUS ST@GE〜 LIVE Blu-ray Side MAKUHARI（2018年11月7日）
- THE IDOLM@STER SideM 3rdLIVE TOUR 〜GLORIOUS ST@GE!〜 LIVE Blu-ray　Side FUKUOKA（2019年2月20日）
- THE IDOLM@STER SideM 3rdLIVE TOUR 〜GLORIOUS ST@GE!〜 LIVE Blu-ray　Side SHIZUOKA（2019年3月27日）
- ヒプノシスマイク-Division Rap Battle- 1st FULL ALBUM「Enter the Hypnosis Microphone」初回限定 LIVE盤（2019年4月24日）
- あんさんぶるスターズ!Starry Stage 2nd 〜in 日本武道館〜 DAY版（2019年06月28日）
- あんさんぶるスターズ!Starry Stage 2nd 〜in 日本武道館〜 NIGHT版（2019年06月28日）
- あんさんぶるスターズ!Starry Stage 2nd 〜in 日本武道館〜 BOX版（2019年06月28日）

### 書籍
- 文豪ノスタルジア 宮沢賢治×伊東健人・駒田航 注文の多い料理店（2019年10月5日）

### その他コンテンツ
- 音戯の譜〜CHRONICLE〜（ムゥムゥ[106]）
- ようこそ妄想営業部へ❤（駒田ワタル）

## ディスコグラフィ

### キャラクターソング
| 発売日   | 商品名                                                                                                 | 歌 | 楽曲 | 備考 |
| 2016年   | 2016年                                                                                                 | 2016年 | 2016年 | 2016年 |
| -------- | --- | --- | --- | --- |
| 10月26日 | THE IDOLM@STER SideM ST@RTING LINE -15 Legenders                                                       | Legenders | 「Legacy of Spirit」 「String of Fate」 「DRIVE A LIVE」 | ゲーム『アイドルマスター SideM』関連曲                                                                           |
| 2017年   | | | | |
| 2月1日   | THE IDOLM@STER SideM ORIGIN@L PIECES 03                                                                | 古論クリス（駒田航） | 「Undiscovered WORLD」 | ゲーム『アイドルマスター SideM』関連曲                                                                           |
| 2月1日   | Beyond The Dream                                                                                       | 315プロダクション所属アイドル                                                                                                  | 「Beyond The Dream」 | ゲーム『アイドルマスター SideM』テーマソング                                                                     |
| 2月1日   | Beyond The Dream                                                                                       | 315プロダクション所属アイドル（インテリ）                                                                                      | 「Beyond The Dream」 | ゲーム『アイドルマスター SideM』テーマソング                                                                     |
| 7月26日  | あんさんぶるスターズ！ 佐賀美陣&椚章臣 アイドルソングCD                                                | 佐賀美陣（樋柴智康）、椚章臣（駒田航）                                                                                         | 「Sentimental Liars」 | ゲーム『あんさんぶるスターズ！』関連曲                                                                           |
| 7月26日  | あんさんぶるスターズ！ 佐賀美陣&椚章臣 アイドルソングCD                                                | 椚章臣（駒田航） | 「BUTTERFLY EFFECT」 | ゲーム『あんさんぶるスターズ！』関連曲                                                                           |
| 11月15日 | BAYSIDE M.T.C                                                                                          | 入間銃兎（駒田航） | 「ベイサイド・スモーキングブルース」 | キャラクターCD『ヒプノシスマイク』関連曲                                                                         |
| 2018年   | | | | |
| 1月17日  | THE IDOLM@STER SideM 3rd ANNIVERSARY DISC 01 Café Parade & Altessimo & Legenders                       | Legenders | 「Symphonic Brave」 | ゲーム『アイドルマスター SideM』関連曲                                                                           |
| 1月17日  | THE IDOLM@STER SideM 3rd ANNIVERSARY DISC 01 Café Parade & Altessimo & Legenders                       | Café Parade & Altessimo & Legenders                                                                                            | 「Eternal Fantasia」 | ゲーム『アイドルマスター SideM』関連曲                                                                           |
| 2月2日   | THE IDOLM@STER SideM 3rd ANNIVERSARY SOLO COLLECTION 01                                                | 古論クリス（駒田航） | 「Symphonic Brave」 | ゲーム『アイドルマスター SideM』関連曲                                                                           |
| 5月16日  | Buster Bros!!! VS MAD TRIGGER CREW                                                                     | Buster Bros!!!、MAD TRIGGER CREW                                                                                               | 「WAR WAR WAR」 | キャラクターCD『ヒプノシスマイク』関連曲                                                                         |
| 5月16日  | Buster Bros!!! VS MAD TRIGGER CREW                                                                     | MAD TRIGGER CREW | 「Yokohama Walker」 | キャラクターCD『ヒプノシスマイク』関連曲                                                                         |
| 11月14日 | MAD TRIGGER CREW VS 麻天狼                                                                             | MAD TRIGGER CREW、麻天狼 | 「DEATH RESPECT」 | キャラクターCD『ヒプノシスマイク』関連曲                                                                         |
| 11月14日 | MAD TRIGGER CREW VS 麻天狼                                                                             | MAD TRIGGER CREW | 「Yokohama Walker（Triple Trippin' remix）」 | キャラクターCD『ヒプノシスマイク』関連曲                                                                         |
| 12月19日 | THE IDOLM@STER SideM WakeMini! MUSIC COLLECTION 03                                                     | 315 STARS（インテリ Ver.） | 「POKER FAITH -ポーカーフェイス-」 | テレビアニメ『アイドルマスター SideM 理由あってMini!』エンディングテーマ                                         |
| 2019年   | | | | |
| 3月15日  | THE IDOLM@STER SideM WakeMini! SOLO COLLECTION 03 INTELLIGENCE Ver.                                    | 古論クリス（駒田航） | 「POKER FAITH -ポーカーフェイス-」 | テレビアニメ『アイドルマスター SideM 理由あってMini!』関連曲                                                     |
| 4月24日  | Enter the Hypnosis Microphone                                                                          | Division All Stars | 「Hoodstar」 「ヒプノシスマイク -Division Rap Battle-」 「ヒプノシスマイク -Division Battle Anthem-」 | キャラクターCD『ヒプノシスマイク』関連曲                                                                         |
| 4月24日  | Enter the Hypnosis Microphone                                                                          | MAD TRIGGER CREW | 「シノギ（Dead Pools）」 | キャラクターCD『ヒプノシスマイク』関連曲                                                                         |
| 5月10日  | THE IDOLM@STER SideM 4th ANNIVERSARY DISC「LIVE in your SMILE / DREAM JOURNEY」                        | Altessimo、W、FRAME、彩、神速一魂、S.E.M、THE 虎牙道、Legenders                                                                | 「LIVE in your SMILE」 | ゲーム『アイドルマスター SideM』関連曲                                                                           |
| 6月21日  | 華Doll*1st season 〜Flowering〜1巻「Birth」                                                            | Anthos | 「BIRTH」 「Unknown」 | キャラクターCD『華Doll*』関連曲                                                                                  |
| 8月7日   | THE IDOLM@STER SideM WORLD TRE@SURE 09                                                                 | 神谷幸広（狩野翔）、山下次郎（中島ヨシキ）、古論クリス（駒田航）                                                               | 「眠らぬ夜にスパシーバ！」 「MEET THE WORLD!（RUSSIA Ver.）」 | ゲーム『アイドルマスター SideM LIVE ON ST@GE!』関連曲                                                            |
| 9月5日   | ヒプノシスマイク -Alternative Rap Battle-                                                              | Division All Stars | 「ヒプノシスマイク -Alternative Rap Battle-」 | ゲーム『ヒプノシスマイク -Alternative Rap Battle-』主題歌                                                        |
| 10月11日 | 華Doll*1st season 〜Flowering〜2巻「Boxed」                                                            | Anthos | 「Juliet」 「Stay Away」 | キャラクターCD『華Doll*』関連曲                                                                                  |
| 10月23日 | アニメ「指先から本気の熱情-幼なじみは消防士-」OA版DVDコミックフェスタアニメショップ限定特典主題歌CD    | 桜ヶ丘消防隊 | 「BLAZING LUV!!」 | テレビアニメ『指先から本気の熱情-幼なじみは消防士-』主題歌                                                       |
| 12月13日 | 華Doll*1st season 〜Flowering〜3巻「IDOLls」                                                           | Anthos | 「S.T.O.P」 「ChangeYourWorld」 | キャラクターCD『華Doll*』関連曲                                                                                  |
| 12月18日 | THE IDOLM@STER SideM 5th ANNIVERSARY DISC 01 PRIDE STAR                                                | 315 ALLSTARS | 「PRIDE STAR」 「DRIVE A LIVE」 「Reason!!」 「GLORIOUS RO@D」 | ゲーム『アイドルマスター SideM』関連曲                                                                           |
| 2020年   | | | | |
| 1月29日  | MAD TRIGGER CREW -Before The 2nd D.R.B-                                                                | 入間銃兎（駒田航） | 「Uncrushable」 | キャラクターCD『ヒプノシスマイク』関連曲                                                                         |
| 2月14日  | GIFT for SMILE!                                                                                        | Team Warahibi! | 「GIFT for SMILE!」 | 『Warahibi!』メインテーマ                                                                                        |
| 2月14日  | GIFT for SMILE!                                                                                        | Team Warahibi! | 「ネガポジコントラスト」 | 『Warahibi!』関連曲                                                                                              |
| 3月6日   | THE IDOLM@STER SideM 5th ANNIVERSARY UNIT COLLECTION -PRIDE STAR-                                      | Legenders | 「PRIDE STAR」 | ゲーム『アイドルマスター SideM』関連曲                                                                           |
| 3月18日  | THE IDOLM@STER SideM 5th ANNIVERSARY DISC 04 FRAME&S.E.M&Legenders                                     | Legenders | 「Make New Legend」 | ゲーム『アイドルマスター SideM』関連曲                                                                           |
| 3月18日  | THE IDOLM@STER SideM 5th ANNIVERSARY DISC 04 FRAME&S.E.M&Legenders                                     | FRAME、S.E.M、Legenders | 「Bet your intuition!」 | ゲーム『アイドルマスター SideM』関連曲                                                                           |
| 3月20日  | 華Doll*1st season 〜Flowering〜 4巻 Message                                                            | Anthos | 「Me Against Myself」 「Silent Message」 | キャラクターCD『華Doll*』関連曲                                                                                  |
| 3月25日  | JAZZ-ON! Sessions Raining Cats                                                                         | 依吹青（土岐隼一）、武宮大和（駒田航）                                                                                         | 「ふたりのバラード」 | キャラクターCD『JAZZ-ON!』関連曲                                                                                 |
| 4月25日  | ヒプノシスマイク -Division Rap Battle- side B.B & M.T.C 第3巻限定版特典CD                              | 入間銃兎（駒田航）、毒島メイソン理鶯（神尾晋一郎）                                                                             | 「Private Time」 | 漫画『ヒプノシスマイク -Division Rap Battle- side B.B & M.T.C』関連曲                                            |
| 6月24日  | あんさんぶるスターズ!! ESアイドルソング Extra Jin & Akiomi                                             | Jin & Akiomi | 「あんさんぶる体操!!」 「輝きの中で」 「BRAND NEW STARS!!」 「あんさんぶる体操!!（大人の本音 ver.）」 | ゲーム『あんさんぶるスターズ!!』関連曲                                                                           |
| 6月26日  | 華Doll*1st season 〜Flowering〜 5巻 For...                                                             | Anthos | 「I know,Who I am」 「Antholic」 | キャラクターCD『華Doll*』関連曲                                                                                  |
| 7月15日  | 「俺の指で乱れろ。〜閉店後二人きりのサロンで…〜」OA版DVDコミックフェスタアニメショップ限定特典主題歌CD | 七瀬蒼甫（駒田航） | 「指先の魔法」 | テレビアニメ『俺の指で乱れろ。〜閉店後二人きりのサロンで…〜』主題歌                                              |
| 7月17日  | Survival of the Illest                                                                                 | Division All Stars | 「Survival of the Illest」 | ゲーム『ヒプノシスマイク -Alternative Rap Battle-』オープニングテーマ                                            |
| 8月26日  | BRAND NEW STARS!!                                                                                      | ESオールスターズ | 「BRAND NEW STARS!!」 | ゲーム『あんさんぶるスターズ!!』主題歌                                                                           |
| 8月26日  | BRAND NEW STARS!!                                                                                      | ESオールスターズ | 「Walk with your smile」 | ゲーム『あんさんぶるスターズ!!』関連曲                                                                           |
| 8月26日  | THE IDOLM@STER SideM 5th ANNIVERSARY SOLO COLLECTION 03                                                | 古論クリス（駒田航） | 「Make New Legend」 | ゲーム『アイドルマスター SideM』関連曲                                                                           |
| 9月2日   | ヒプノシスマイク-Division Rap Battle- Official Guide Book 初回限定版特典CD                             | Division All Stars | 「SUMMIT OF DIVISIONS」 | キャラクターCD『ヒプノシスマイク』関連曲                                                                         |
| 10月21日 | ビーストクロニクル 〜Risin' Soul〜                                                                     | 大河タケル（寺島惇太）、古論クリス（駒田航）、秋山隼人（千葉翔也）、橘志狼（古畑恵介）、舞田類（榎木淳弥）、兜大吾（浦尾岳大） | 「Braver Beat」 | ゲーム『アイドルマスター SideM』関連曲                                                                           |
| 11月1日  | HYPSTER'S LIMITED                                                                                      | Division All Stars | 「ヒプノシスマイク -Division Rap Battle- +」 「ヒプノシスマイク -Division Battle Anthem- +」 「ヒプノシスマイク(D.R.B vs D.B.A)+ HYPSTER MASHUP by TeddyLoid」                                                                        | キャラクターCD『ヒプノシスマイク』関連曲                                                                         |
| 12月11日 | 華Doll* Anthos*〜The Way I Am〜CHISE                                                                   | チセ（駒田航） | 「Persona」 | キャラクターCD『華Doll*』関連曲                                                                                  |
| 2021年   | | | | |
| 1月13日  | Straight Outta Rhyme Anima                                                                             | Division All Stars | 「ヒプノシスマイク -Rhyme Anima-」 | テレビアニメ『ヒプノシスマイク-Division Rap Battle-』Rhyme Animaオープニングテーマ                               |
| 1月13日  | Straight Outta Rhyme Anima                                                                             | Division All Stars | 「絆」 | テレビアニメ『ヒプノシスマイク-Division Rap Battle-』Rhyme Animaエンディングテーマ                               |
| 1月13日  | Straight Outta Rhyme Anima                                                                             | Division All Stars | 「Rhyme Anima's Mixtape」 | テレビアニメ『ヒプノシスマイク-Division Rap Battle-』Rhyme Anima劇中RAP                                          |
| 1月13日  | Straight Outta Rhyme Anima                                                                             | MAD TRIGGER CREW | 「RED ZONE(Don't test da Master)」 「Bayside-Suicide」 | テレビアニメ『ヒプノシスマイク-Division Rap Battle-』Rhyme Anima劇中RAP                                          |
| 1月13日  | Straight Outta Rhyme Anima                                                                             | Buster Bros!!!、MAD TRIGGER CREW                                                                                               | 「D.R.B Rhyme Anima -1st Battle- Buster Bros!!! VS MAD TRIGGER CREW」 | テレビアニメ『ヒプノシスマイク-Division Rap Battle-』Rhyme Anima劇中RAP                                          |
| 1月13日  | Straight Outta Rhyme Anima                                                                             | MAD TRIGGER CREW、麻天狼 | 「D.R.B Rhyme Anima -Final Battle- MAD TRIGGER CREW VS 麻天狼」 | テレビアニメ『ヒプノシスマイク-Division Rap Battle-』Rhyme Anima劇中RAP                                          |
| 2月3日   | THE IDOLM@STER SideM NEW STAGE EPISODE:10 Legenders                                                    | Legenders | 「FOCUS ON YOUR LIFE」 「NEXT STAGE!」 | ゲーム『アイドルマスター SideM』関連曲                                                                           |
| 2月7日   | THE IDOLM@STER SideM UNIT COLLECTION -MEET THE WORLD!-                                                 | 315 ALLSTARS | 「MEET THE WORLD!」 | ゲーム『アイドルマスター SideM』関連曲                                                                           |
| 2月7日   | THE IDOLM@STER SideM UNIT COLLECTION -MEET THE WORLD!-                                                 | Legenders | 「MEET THE WORLD!」 | ゲーム『アイドルマスター SideM』関連曲                                                                           |
| 3月24日  | Fling Posse VS MAD TRIGGER CREW                                                                        | Fling Posse、MAD TRIGGER CREW                                                                                                  | 「Reason to FIGHT」 | キャラクターCD『ヒプノシスマイク』関連曲                                                                         |
| 3月24日  | Fling Posse VS MAD TRIGGER CREW                                                                        | MAD TRIGGER CREW | 「HUNTING CHARM」 | キャラクターCD『ヒプノシスマイク』関連曲                                                                         |
| 3月26日  | 華Doll*2nd season INCOMPLICA:IU〜Meet〜                                                                | Anthos* | 「Flash Point」 「Shine On」 | キャラクターCD『華Doll*』関連曲                                                                                  |
| 4月23日  | ヒプノシスマイク -Glory or Dust-                                                                       | Division All Stars | 「ヒプノシスマイク -Glory or Dust-」 | キャラクターCD『ヒプノシスマイク』関連曲                                                                         |
| 6月18日  | Survival of the Illest +                                                                               | Division All Stars | 「Survival of the Illest +」 | ゲーム『ヒプノシスマイク -Alternative Rap Battle-』オープニングテーマ                                            |
| 6月23日  | FUSIONIC STARS!!                                                                                       | ESオールスターズ | 「FUSIONIC STARS!!」 | ゲーム『あんさんぶるスターズ!!』関連曲                                                                           |
| 7月16日  | Hang out!                                                                                              | Division All Stars | 「Hang out!」 | ゲーム『ヒプノシスマイク -Alternative Rap Battle-』主題歌                                                        |
| 8月4日   | VOY@GER                                                                                                | THE IDOLM@STER FIVE STARS!!!                                                                                                   | 「VOY@GER」 | 「アイドルマスターシリーズ」イメージソング                                                                       |
| 8月4日   | VOY@GER SideM盤                                                                                        | 315 STARS | 「VOY@GER」 | 「アイドルマスターシリーズ」イメージソング                                                                       |
| 8月4日   | VOY@GER SideM盤                                                                                        | 古論クリス（駒田航） | 「VOY@GER」 | 「アイドルマスターシリーズ」イメージソング                                                                       |
| 9月8日   | Buster Bros!!! VS 麻天狼 VS Fling Posse                                                                | Division All Stars | 「Hoodstar +」 「2nd D.R.B NON-STOP DIVISION MIX」 | 『ヒプノシスマイク』関連曲                                                                                       |
| 9月29日  | THE IDOLM@STER SideM GROWING SIGN@L 01 Growing Smiles!                                                 | 315 ALLSTARS | 「Growing Smiles!」 「DRIVE A LIVE」 「Beyond The Dream」 「NEXT STAGE!」 | ゲーム『アイドルマスター SideM GROWING STARS』関連曲                                                             |
| 10月1日  | 華Doll*2nd season INCOMPLICA:I/F〜es〜                                                                 | Anthos* | 「Lay it down」 「Paradiso」 | 『華Doll*』関連曲                                                                                                |
| 11月26日 | 華Doll* -Flowering- THE BEST                                                                           | Anthos* | 「Infraction」 | 『華Doll*』関連曲                                                                                                |
| 2022年   | | | | |
| 1月8日   | THE IDOLM@STER SideM UNIT COLLECTION -Growing Smiles!-                                                 | Legenders | 「Growing Smiles!」 | ゲーム『アイドルマスター SideM GROWING STARS』関連曲                                                             |
| 3月9日   | THE IDOLM@STER SideM GROWING SIGN@L 05 Legenders                                                       | Legenders | 「Time Before Time」 「PERMAFROST」 | ゲーム『アイドルマスター SideM GROWING STARS』関連曲                                                             |
| 3月12日  | THE IDOLM@STER SideM PASSION@TE FORMATION -INTELLIGENCE-                                               | 315 STARS（インテリVer.） | 「ANYWHERE」 | ゲーム『アイドルマスター SideM GROWING STARS』関連曲                                                             |
| 3月12日  | THE IDOLM@STER SideM PASSION@TE FORMATION -INTELLIGENCE-                                               | 古論クリス（駒田航） | 「ANYWHERE」 | ゲーム『アイドルマスター SideM GROWING STARS』関連曲                                                             |
| 6月15日  | ヒプノシスマイク 2ndアルバム 『CROSS A LINE』                                                          | Division All Stars | 「CROSS A LINE」 「ヒプノシスマイク -Division Rap Battle- +」 「ヒプノシスマイク -Division Battle Anthem- +」 「ヒプノシスマイク -Glory or Dust-」 「Hoodstar +」 「SUMMIT OF DIVISIONS」 「 Survival of the Illest +」 「Hang out!」 | 『ヒプノシスマイク』関連曲                                                                                       |
| 6月15日  | ヒプノシスマイク 2ndアルバム 『CROSS A LINE』                                                          | MAD TRIGGER CREW | 「Scarface」 | 『ヒプノシスマイク』関連曲                                                                                       |
| 6月15日  | ヒプノシスマイク 2ndアルバム 『CROSS A LINE』                                                          | 毒島メイソン理鶯（神尾晋一郎）、入間銃兎（駒田航）                                                                             | 「Private Time」 | 『ヒプノシスマイク』関連曲                                                                                       |
| 10月1日  | THE IDOLM@STER SideM GROWING SIGN@L SOLO COLLECTION 01                                                 | 古論クリス（駒田航） | 「Time Before Time」 | ゲーム『アイドルマスター SideM GROWING STARS』関連曲                                                             |
| 12月21日 | THE IDOLM@STER SideM GROWING SIGN@L 15 Take a StuMp!                                                   | 315 ALLSTARS | 「Take a StuMp!」 | ゲーム『アイドルマスター SideM GROWING STARS』関連曲                                                             |
| 2023年   | | | | |
| 2月11日  | THE IDOLM@STER SideM UNIT COLLECTION -Take a StuMp!-                                                   | Legenders | 「Take a StuMp!」 | ゲーム『アイドルマスター SideM GROWING STARS』関連曲                                                             |
| 3月14日  | precious love                                                                                          | 315 STARS | 「precious love」 | ゲーム『アイドルマスター SideM GROWING STARS』関連曲                                                             |
| 5月31日  | THE IDOLM@STER SideM 49 ELEMENTS 11 Legenders                                                          | Legenders | 「Eclipse of the Heart」 | ゲーム『アイドルマスター SideM GROWING STARS』関連曲                                                             |
| 5月31日  | THE IDOLM@STER SideM 49 ELEMENTS 11 Legenders                                                          | 古論クリス（駒田航） | 「Sail→Light→Sail」 | ゲーム『アイドルマスター SideM GROWING STARS』関連曲                                                             |
| 10月28日 | THE IDOLM@STER SideM 8th STAGE THEME SONG「Hands & Claps!」                                            | 315 ALLSTARS | 「Hands & Claps!」 | ライブイベント『THE IDOLM@STER SideM 8th STAGE 〜ALL H@NDS TOGETHER〜』テーマソング                              |
| 10月28日 | THE IDOLM@STER SideM 8th STAGE THEME SONG「Hands & Claps!」                                            | 315 STARS（インテリVer.） | 「Hands & Claps!」 | ライブイベント『THE IDOLM@STER SideM 8th STAGE 〜ALL H@NDS TOGETHER〜』テーマソング                              |
| 2024年   | | | | |
| 3月6日   | THE IDOLM@STER SideM F@NTASTIC COMBINATION～CONNECTIME!!!!～ -DIMENSION ARROW- Legenders               | Legenders、C.FIRST | 「Secret Light」 | ライブイベント『315 Production presents F＠NTASTIC COMBINATION LIVE 〜CONNECTIME!!!!〜 -DIMENSION ARROW-』関連曲 |
| 3月6日   | THE IDOLM@STER SideM F@NTASTIC COMBINATION～CONNECTIME!!!!～ -DIMENSION ARROW- Legenders               | Legenders | 「Trust me now」 | ライブイベント『315 Production presents F＠NTASTIC COMBINATION LIVE 〜CONNECTIME!!!!〜 -DIMENSION ARROW-』関連曲 |
| 3月6日   | THE IDOLM@STER SideM F@NTASTIC COMBINATION～CONNECTIME!!!!～ -DIMENSION ARROW- Legenders               | Altessimo、彩、Legenders、C.FIRST                                                                                              | 「DRIVE A LIVE」 「NEXT STAGE!（Short size）」 | ライブイベント『315 Production presents F＠NTASTIC COMBINATION LIVE 〜CONNECTIME!!!!〜 -DIMENSION ARROW-』関連曲 |
| 3月6日   | THE IDOLM@STER SideM F@NTASTIC COMBINATION～CONNECTIME!!!!～ -DIMENSION ARROW- C.FIRST                 | Altessimo、彩、Legenders、C.FIRST                                                                                              | 「Beyond the Dream」 | ライブイベント『315 Production presents F＠NTASTIC COMBINATION LIVE 〜CONNECTIME!!!!〜 -DIMENSION ARROW-』関連曲 |
| 6月26日  | BRAND NEW STARS!!                                                                                      | ESオールスターズ | 「BRAND NEW STARS!!」 「Walk with your smile」 | ゲーム『あんさんぶるスターズ!!』関連曲                                                                           |
| 6月26日  | FUSIONIC STARS!!                                                                                       | ESオールスターズ | 「FUSIONIC STARS!!」 | ゲーム『あんさんぶるスターズ!!』関連曲                                                                           |

### その他参加作品
| 発売日         | 商品名                  | 歌               | 楽曲                                 | 備考                                            |
| -------------- | ----------------------- | ---------------- | ------------------------------------ | ----------------------------------------------- |
| 2019年7月31日  | BLUE MOON               | VERSION.10       | 「BLUE MOON」 「Shakin' Happy」      | ラジオ『駒田・深町のBar Blue Bird』テーマソング |
| 2019年7月31日  | BLUE MOON               | VERSION.10       | 「Maybe Blue」 「LUV-YA」            | ラジオ『駒田・深町のBar Blue Bird』関連曲       |
| 2019年12月20日 | ぎゅってしよ！ BBB ver. | 駒田航、深町寿成 | 「ぎゅってしよ！」 「声はAmplifier」 | インターネットラジオ局「ラジ友」テーマソング    |